# Charles D. Bowman
Charles D. Bowman (* 23. Mai 1935 in Roanoke, Virginia)  ist ein US-amerikanischer Kernphysiker. Er ist für seinen Vorschlag eines Accelerator Driven System (ADS) bekannt, dessen wesentliches Ziel die Umwandlung radioaktiven Abfalls aus Kernreaktoren war, wobei gleichzeitig Energie nutzbar gemacht werden sollte.

## Leben
Bowman erwarb 1956 seinen Bachelor-Abschluss am Virginia Polytechnic Institute und wurde 1961 an der Duke University in Kernphysik promoviert. Von 1961 bis 1968 war er am Lawrence Radiation Laboratory als Senior Physicist. 1968 bis 1972 war er Research Program Manager am Livermore Electron Linac (Elektronen-Linearbeschleuniger). 1972 bis 1977 war er Leiter der Abteilung Kernphysik am National Institute of Standards and Technology. Danach war er am Los Alamos National Laboratory (LANL), wo er 1977 bis 1982 die Abteilung Neutronenmessung und -forschung leitete. 1982 bis 1985 war er dort Associate Division Leader Basic Physics.
Bowman befasst sich neben reiner experimenteller Kernphysik mit Neutronenphysik und der Entwicklung von Neutronenquellen und zugehörigen Beschleunigern. Bowman war der erste Programmmanager für den Aufbau des Manuel Lujan Neutron Scattering Center (Lujan Center) in Los Alamos und entwickelte eine Methode, den Protonenbeschleuniger gleichzeitig dem Lujan Center und der Weapons Neutron Research Group am Los Alamos Neutron Science Center (LANSCE, früher LAMPF) zur Verfügung zu stellen.
Für die Weiterentwicklung seines ADS-Vorschlags gründete er 1997 die Firma Accelerator-Driven Neutron Applications (ADNA). Er hat darauf auch ein US-Patent von 2001 (Apparatus for transmutation of nuclear reactor waste, US Patent 6233298).
1969 bis 1982 war er Mitglied des Nuclear Cross Section Advisory Committee der Atomic Energy Commission.
Bowman ist Fellow der American Physical Society und des LANL.
Er ist seit 1956 verheiratet und hat zwei Kinder.

## Schriften
- mit anderen: Nuclear energy generation and waste transmutation using an accelerator-driven intense thermal neutron source, Nuclear Instruments and Methods A, Band 320, 1992, S. 336–367
- Accelerator driven systems for nuclear waste transmutation, Annual Review of Nuclear and Particle Science, Band 48, 1998, S. 505–556